# Coleogyne ramosissima
Genre
Espèce
Coleogyne ramosissima est une espèce de plantes à fleurs de la famille des Rosaceae. Il s'agit de la seule espèce du genre Coleogyne.

### Genre
- (en) Catalogue of Life : Coleogyne Torr. (consulté le 11 décembre 2020)
- (fr + en) ITIS : Coleogyne  Torr.
- (en) NCBI : Coleogyne (taxons inclus)
- (en) GRIN : genre Coleogyne  Torr. (+liste d'espèces contenant des synonymes)

### Espèce
- (en) Catalogue of Life : Coleogyne ramosissima Torr. (consulté le 18 décembre 2020)
- (fr + en) ITIS : Coleogyne ramosissima  Torr.
- (en) NCBI : Coleogyne ramosissima (taxons inclus)
- (en) GRIN : espèce Coleogyne ramosissima  Torr.